# Castelul Apor din Turia
Castelul Apor din Turia este un monument istoric aflat pe teritoriul satului Turia; comuna Turia.
Ansamblul este format din următoarele monumente:
- Castelul Apor (cod LMI CV-II-m-A-13299.01)
- Grânar (cod LMI CV-II-m-A-13299.02)

Construcția care, în forma sa inițială, datează din anul 1629 a aparținut familiei nobiliare Apor, din care cei mai notabili sunt István Apor (1638-1704) și Péter Apor (1676-1752).

## Galerie

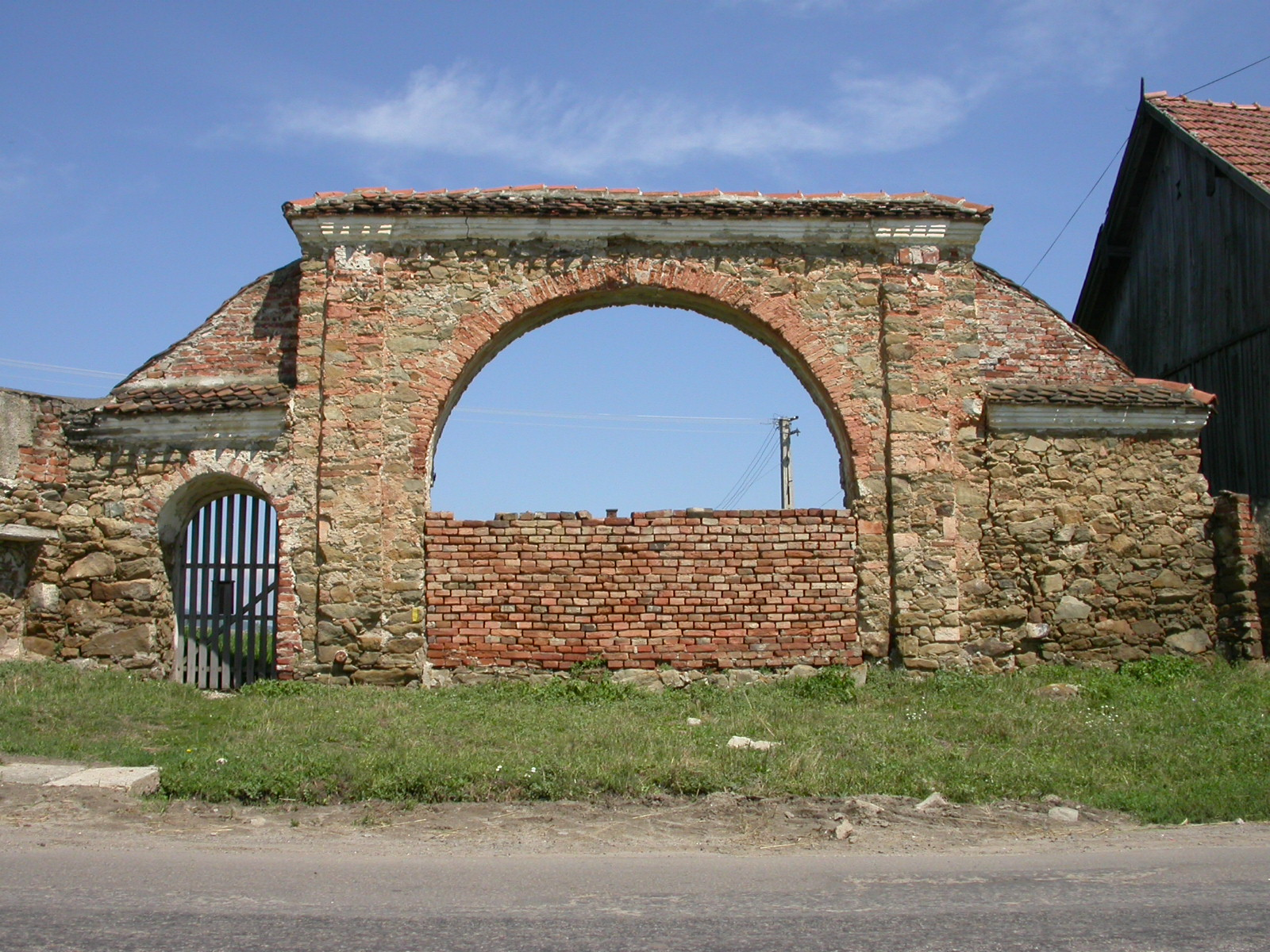
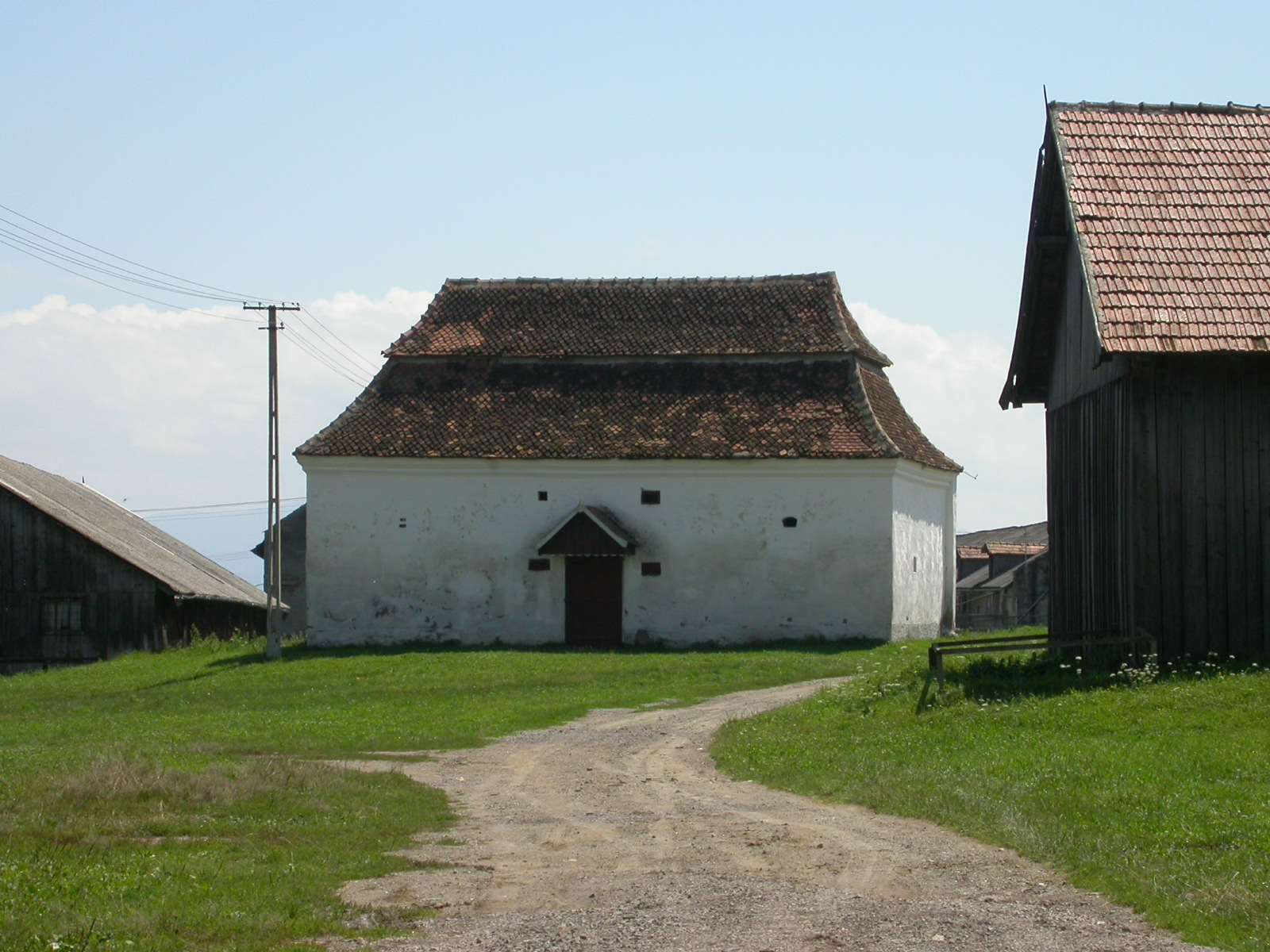
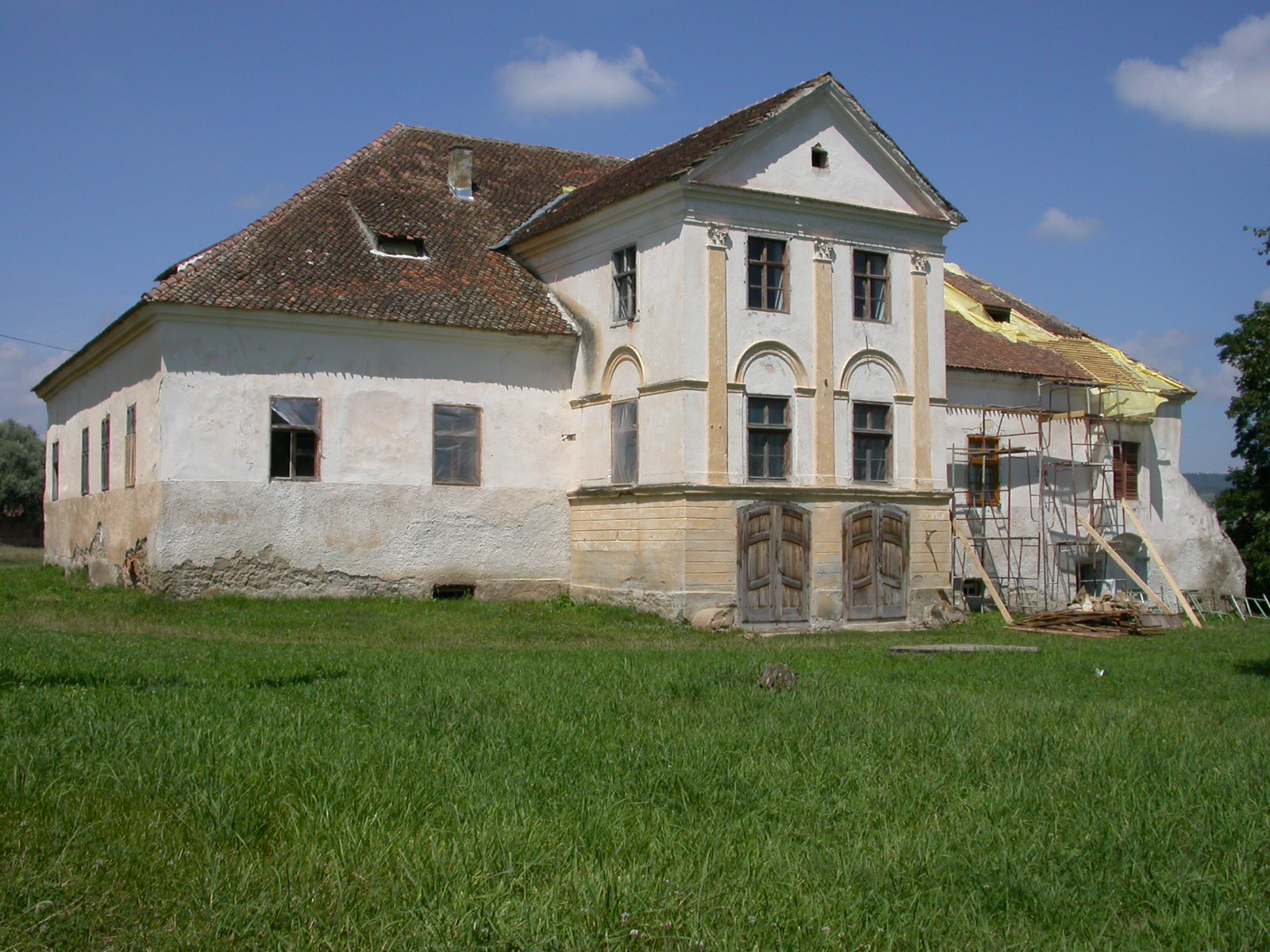
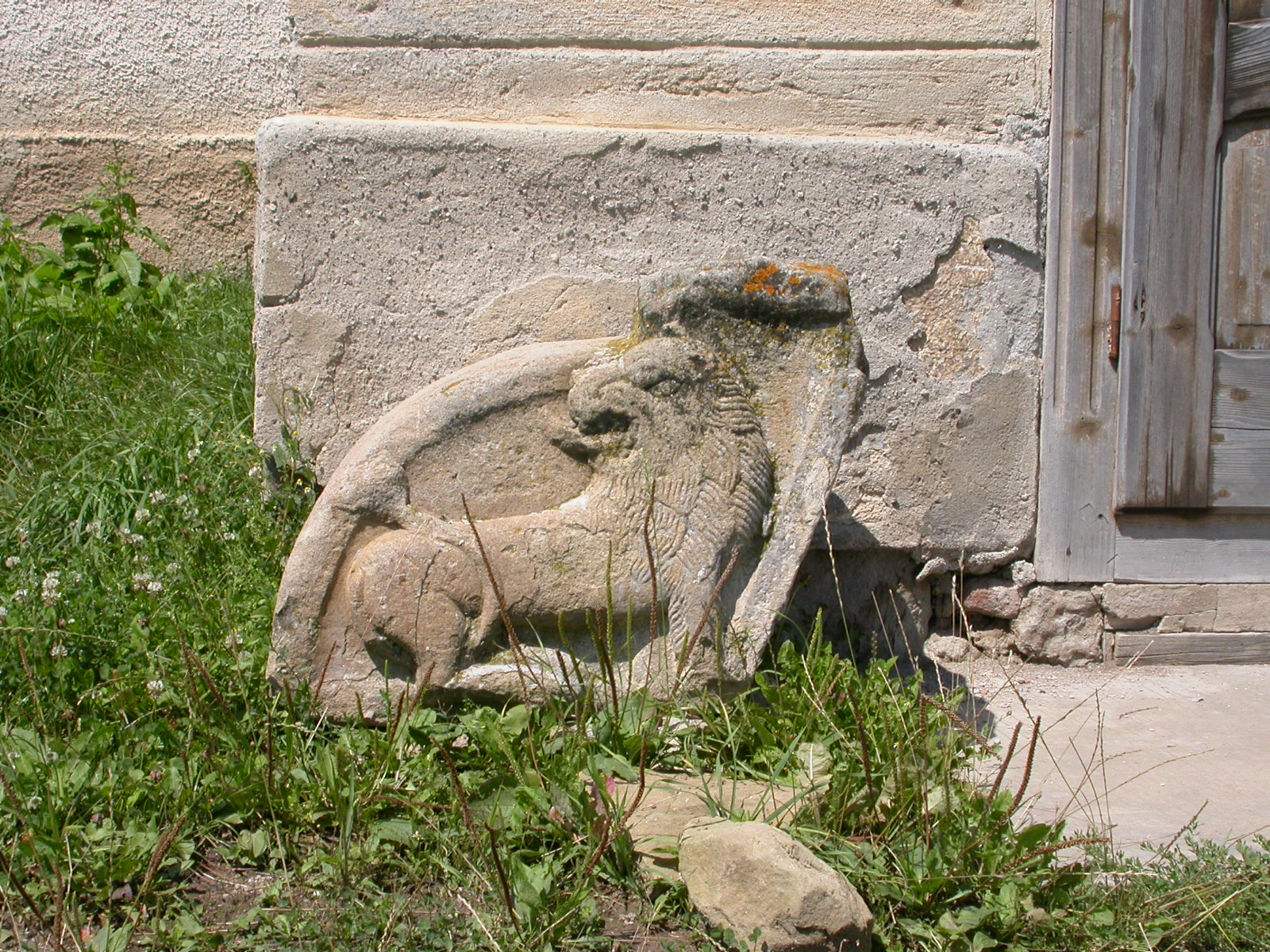